# Ržiše
Ržiše so naselje v Občini Zagorje ob Savi.